# Бенедикт XVI
Бенеди́кт XVI (лат. Benedictus PP. XVI, итал. Benedetto XVI; в миру — Йо́зеф Алои́з Ра́тцингер (нем. Joseph Alois Ratzinger; 16 апреля 1927, Марктль, Бавария, Веймарская республика — 31 декабря 2022, Ватикан) — епископ Римско-католической церкви, папа римский с 19 апреля 2005 года по 28 февраля 2013 года.
Бенедикт XVI стал самым старшим по возрасту на момент избрания папой римским со времён папы Климента XII (избран в 1730 году). Бенедикт XVI — первый папа римский со времён Павла IV (XVI век), который был избран, будучи деканом Коллегии кардиналов, первый кардинал-епископ, избранный на папство со времён Пия VIII, первый папа со времён Бенедикта XIII, имевший сан кардинала до избрания долгое время (28 лет), первый папа немецкого происхождения за почти тысячу лет. Третий папа за всю историю католицизма (начиная с Целестина V) и первый за последние шестьсот лет (после Григория XII), отрёкшийся от престола. Ему принадлежит рекорд долгожительства среди пап римских — 4 сентября 2020 года Бенедикт XVI в возрасте 93 лет 4 месяцев и 19 дней стал самым долгоживущим папой, превзойдя Льва XIII, умершего в 1903 году в возрасте 93 лет 4 месяцев и 18 дней. Преемником на посту папы римского стал аргентинский кардинал Хорхе Марио Бергольо, взявший имя Франциск.
Официальный титул после отречения — Его Святейшество Бенедикт XVI, Papa Emeritus (папа римский на покое).

## Биография

### Детство и юность
Йозеф Алоиз Ратцингер родился 16 апреля 1927 года в баварском населённом пункте Марктль в доме 11 на ул. Шульштрассе, был третьим и самым младшим ребёнком в семье комиссара жандармерии Йозефа Ратцингера и Марии Ратцингер — старшими детьми в семье были Мария (1921—1991) и Георг (1924—2020). Его двоюродный дед Георг Ратцингер — баварский политик XIX века. В 1941 году Й. А. Ратцингер стал членом гитлерюгенда. Во время Второй мировой войны — солдат зенитного батальона. В 1944 году поступил на службу в Австрийский легион — в подразделение вспомогательного персонала противовоздушной обороны в Мюнхене. При приближении американских войск в 1945 году дезертировал, вернулся домой, но вскоре был арестован. В лагере для военнопленных провёл несколько месяцев.

### Образование
С 1946 по 1951 год — изучал философию и теологию в Высшей школе философии и богословия во Фрайзинге, а затем в Мюнхенском университете.
29 июня 1951 года в соборе Фрайзинга архиепископом Мюнхена и Фрайзинга кардиналом Михаэлем фон Фаульхабером был рукоположён в сан священника.
С 1952 по 1959 год — преподаватель догматической и фундаментальной теологии в Высшей школе философии и богословия во Фрайзинге.
11 июля 1953 года защитил диссертацию (тема работы — «Народ и дом Божий в учении святого Августина о церкви»), получил докторскую степень по богословию и вошёл в число лучших теологов Германии. В 1957 году, защитил ещё одну диссертацию (тема — «Богословие истории святого Бонавентуры»), после чего получил право преподавать теологию в университетах.

### Преподаватель и епископ
С 1959 по 1963 год — преподаватель кафедры фундаментальной теологии Боннского университета.
С 1962 по 1965 год принимал активное участие в работе II Ватиканского собора в качестве советника-теолога при архиепископе Кёльна, кардинале Йозефе Фрингсе.
С 1963 по 1966 год — преподаватель кафедры догматического богословия и истории догматов Мюнстерского университета.
С 1966 по 1969 год — преподаватель кафедры догматического богословия и главный эксперт в области догматической теологии в Тюбингенском университете.
С 1969 по 1977 год — преподаватель кафедры догматического богословия и истории догматов Регенсбургского университета, где он также занимал пост вице-президента университета и член Международной теологической комиссии в Ватикане.
В 1970 году подписал меморандум девяти немецких теологов с требованием реформ в католической церкви, в котором, в частности, содержалось предложение отменить обет безбрачия, затем свои взгляды изменил — в 1977 году написал: «Если целибат не будет обязательным для всех священников, а будет зависеть от персонального выбора, он потеряет свою теологическую сущность. Его значимость исчезнет, и он будет рассматриваться как обыкновенное чудачество».
В 1972 году в противовес антиклерикальным изданиям основал теологический журнал «Communio», который существует до сих пор.
24 марта 1977 года назначен архиепископом Мюнхена и Фрайзинга, а 28 мая рукоположён в сан епископа.

### Кардинал-священник
С 27 июня — кардинал-священник с титулом церкви Санта-Мария-Консолатриче-аль-Тибуртино, назначен папой Павлом VI.
25 ноября 1981 года возглавил Конгрегацию доктрины веры (она же — Святая инквизиция, переименованная в 1908 году папой Пием Х).
С июля 1986 по декабрь 1992 года также возглавлял Подготовительную комиссию по изданию Катехизиса Католической Церкви.
5 апреля 1993 года назначен кардиналом-епископом субурбикарной епархии Веллетри-Сеньи.
С 6 ноября 1998 года — Вице-декан Коллегии кардиналов.
30 ноября 2002 года становится деканом Коллегии кардиналов и кардиналом-епископом с положенным декану титулом субурбикарной епархии Остия, добавленным к титулу Веллетри-Сеньи.
Кардинал Йозеф Ратцингер стал первым деканом Коллегии кардиналов с 1555 года, который был избран папой римским.
Второй раз подряд католическую церковь возглавил неитальянец. До Иоанна Павла II с 1523 года все папы были итальянцами.
11 февраля 2013 года объявил о том что собирается отречься от престола 28 февраля, воспользовавшись правом отречения, которое не нуждается в чьём-либо утверждении.
28 февраля 2013 года в 20 часов по римскому времени отречение вступило в силу.
Кроме родного немецкого, Бенедикт XVI свободно говорил на итальянском, латинском, английском и испанском языках, а также читал тексты на древнегреческом и иврите.
Бенедикт XVI был последним остававшимся в живых из возведённых папой Павлом VI в кардиналы, хотя утратил титул кардинала, став папой, а также последним остававшимся в живых участником обоих папских конклавов 1978 года.

### Понтификат
Бенедикт XVI и мировые лидеры
11 марта 2006 года Бенедикт XVI посредством телемоста провёл совместную молитву с католиками из десяти европейских и африканских городов. Это было первое с начала избрания появление Бенедикта XVI на телеэкранах перед широкой аудиторией, приуроченное к европейскому Дню университетов. Практика обращения к мировой пастве посредством телемостов была начата Иоанном Павлом II.
Телемост был посвящён теме «Европейский гуманизм и сотрудничество Европы и Африки». Кроме Рима, в нём приняли участие университеты Дублина (Ирландия), Софии (Болгария), Мюнхена (Германия), Фрибурга (Швейцария), Мадрида и Саламанки (Испания). Впервые в трансляции приняли участие университеты африканских городов — Абиджана (Кот-д’Ивуар), Оверри (Нигерия) и Найроби (Кения). Также в ходе телемоста понтифика поприветствовало около 600 верующих из храма Святой Екатерины в Санкт-Петербурге (Россия).
29 мая 2006 года Бенедикт XVI посетил Освенцим, где у стены, у которой расстреливали заключенных, прочитал короткую молитву, а в лагере Биркенау — обратился к собравшимся:
Находиться здесь, где были совершены беспрецедентные преступления против Бога, против человечества, особенно трудно для христианина, для папы римского, для немца. В таком месте даже не хватает слов. И в конце остается только молчание, которое само по себе есть обращение к Богу: Господи, почему ты молчал? Почему ты это позволил?
В том же 2006 году произошёл инцидент, который вызвал сильное недовольство папой в мусульманском мире.
12 сентября 2006 года Бенедикт XVI выступил в Регенсбургском университете с лекцией о роли разума (греч. λόγος) в христианстве и исламе, а также о концепции священной войны (см. Речь папы в Регенсбурге). Он процитировал слова византийского императора XIV века Мануила II, что Мухаммед принёс миру лишь «нечто злое и бесчеловечное, такое, как его приказ распространять мечом веру, которую он проповедовал». Его слова вызвали бурную реакцию в мусульманском мире, из-за вызванного этим заявлением (по мнению экспертов) насилия исламских фанатиков погибла, как минимум, одна католическая монахиня.
Глава МИД Египта Ахмед Абуль Гейт поручил посольству в Ватикане
получить срочные разъяснения в связи с высказываниями об исламе, которые приписываются папе римскому Бенедикту XVI…

Тысячи египтян вышли в пятницу на демонстрацию к мечети «Аль-Азхар» в Каире, протестуя против высказываний папы римского об исламе.
Турецкая исламская партия присоединилась к волне критики, направленной против комментариев папы римского Бенедикта XVI в отношении ислама, обвинив его в том, что папа пытается воскресить дух крестовых походов. Представители партии заявили, что папа римский так же пытается трактовать историю, как это делали Гитлер и Муссолини. Такое же сравнение сделал вице-председатель Партии справедливости и развития Салих Капусуз.
В знак протеста индийские мусульмане сожгли тираж газеты с речью Бенедикта XVI.
«Покажите мне, что нового принёс Мухаммед, и вы найдёте злые и бесчеловечные вещи, такие, как приказы мечом нести веру, которую он проповедовал», — приводит скандальную цитату BBC. Бенедикт XVI дважды сказал «я цитирую». Однако выступление папы вызвало гневную реакцию мусульманских лидеров.
Исламский университет «Аль-Азхар» призвал Ватикан к научному подходу в изучении ислама, что позволит обеспечить взаимное уважение, необходимое для диалога между представителями разных религий. Об этом говорится в заявлении исследовательского центра «Аль-Азхар», в котором речь идёт о нашумевших заявлениях папы римского Бенедикта XVI об исламе.
Исламисты пригрозили атаковать Ватикан. К тексту заявления «Армия моджахедов» приложила видеозаписи атак на американские военные объекты в Ираке, «посвятив» их Бенедикту XVI. Боевики из группировки «Армия моджахедов» поклялись разрушить крест в сердце Рима, а также уничтожить троны и кресты на территории своих противников.
Папа римский Бенедикт XVI начал свою воскресную проповедь с сожалений относительно реакции исламского мира на речь, произнесённую им в четверг в Регенбургском университете в Германии. Он напомнил, что в субботу новый государственный секретарь Ватикана кардинал Тарчизио Бертоне (Tarcisio Bertone) выступил с официальным опровержением.
В 2012 году, указывая на эту речь, международный союз мусульманских учёных, возглавляемый шейхом Юсуфом аль-Кардави, заявил, что папа Бенедикт стал причиной конфликтов между христианами и мусульманами.
В отношениях Ватикана с православными церквями при Бенедикте XVI, судя по всему, никаких особых изменений не произошло. В 2006 году официальный титул папы римского стал короче (согласно папскому ежегоднику «Annuario Pontificio») — из формулировки исчезло «Патриарх Запада».

### Реакция на скандалы по поводу педофилии
20 марта 2010 года, впервые в истории папства, Бенедикт XVI, в связи с правительственным расследованием случаев сексуального насилия над детьми и их сокрытия епископатом в католической церкви в Ирландии («Отчёт Мёрфи»; Ватикан отказался сотрудничать со следствием), выпустил соответствующее пастырское послание католикам Ирландии, в котором говорилось, что священники-педофилы «предали доверие, оказанное им невинными молодыми людьми и их родителями» и «должны ответить за то пред Всемогущим Богом и перед законом в порядке, учреждённым судом» и которое обвиняло их в нанесении огромного ущерба жертвам, а также Церкви и общественному восприятию священства и религиозной жизни (пункт 7-й Послания). В пастырском послании Бенедикта высказывалось намерение осуществить Апостолическую Визитацию определённых епархий в Ирландии, а также семинарий и религиозных конгрегаций (пункт 14-й Послания), что, по мнению некоторых ватиканских обозревателей, означало изъявление недоверия к епископату Ирландии. 24 марта 2010 года стало известно, что Бенедикт XVI принял отставку ирландского епископа Джона Мэги, который подал понтифику прошение о сложении сана в связи со скандалом вокруг педофилии.
В марте — апреле 2010 года в мировых СМИ публиковались материалы, на основе которых Бенедикт (в бытность германским кардиналом, а также позже, в 1996 году) обвинялся в личной причастности к вменяемым случаям сокрытия педофильских злоупотреблений в Баварии и США. В ответ прозвучали выступления в защиту Бенедикта XVI, в частности, статья священника Томаса Брандэйджа, бывшего ранее судебным викарием диоцеза Милуоки и возглавлявшего процесс по делу священника Лоуренса Мёрфи, который обвинялся в сексуальном насилии над глухими детьми. В Британии рядом лиц, включая Ричарда Докинза, была развёрнута кампания с призывом арестовать Бенедикта при его приезде в Соединённое Королевство: на сентябрь 2010 года был намечен первый в истории визит папы римского в статусе государственного визита, что также вызвало призывы в британских СМИ отменить его и иные скандальные происшествия.
Резонанс в мировых СМИ вызвало опубликованное 9 апреля 2010 года письмо кардинала Ратцингера (1985), в котором он призывал проявить «отеческую заботу» к приходскому священнику (Stephen Miller Kiesle) в Калифорнии (США), осуждённому ранее гражданским судом за изнасилование двух мальчиков в доме настоятеля. Официальные лица Ватикана выступили с заявлениями о том, что спорное письмо кардинала Ратцингера было стандартным для того времени ответом на прошение священника об освобождении его от священнических обязанностей и обетов; директор пресс-центра Святого Престола Федерико Ломбарди заявил, что Церковь потеряла доверие общества и не может более себе позволить ставить каноническое право над гражданскими законами.
18 апреля 2010 года в ходе своего визита на Мальту Бенедикт XVI встретился с жертвами сексуального насилия со стороны священников и в разговоре с ними, в частности, выразил свои «стыд и скорбь»; он заверил, что впредь церковь будет делать «всё, что в её силах, для привлечения обидчиков к судебной ответственности и защиты молодёжи». 23 апреля 2010 года Бенедикт XVI принял отставку архиепископа города Брюгге (Бельгия) Рогера Ванхельюве (Roger Vangheluwe), который признал, что совершил сексуальное насилие в отношении молодого человека из своего окружения в свою бытность священником.
11 мая 2010 года, во время визита в Португалию, Бенедикт XVI сказал, в связи с обсуждением проблемы педофилии, что самая большая угроза преследования Церкви исходит от «греха внутри Церкви».
В январе 2014 года сообщалось, что только за 2011—2012 годы Бенедикт XVI запретил в служении 384 священников, заподозренных в педофилии (260 священников в 2011 году, 126 — в 2012 году).
В апреле 2019 года, впервые после отречения, прокомментировал ситуацию с сексуальным насилием в Церкви, опубликовав свои размышления о причинах происходящего.

### Прочая критика
Папу критиковали также за отмену отлучения от церкви ряда ультраконсервативных епископов из Общества Св. Пия X, один из которых публично отрицал Холокост, и за предположение, что использование презервативов усугубляет проблему СПИДа.
Журналист Михаил Фатеев со ссылкой на высокопоставленного сотрудника Римской курии писал, что если Иоанн Павел II был гостеприимен и всегда приглашал людей совершить с ним мессу и позавтракать, то при Бенедикте эта практика прекратилась, а также что Бенедикт XVI «если можно с кем-то не встречаться — не встречается, если можно куда-то не ехать — не едет. Ведёт затворнический образ жизни. Предпочитает молиться, читать и писать».
В марте 2012 года в лейпцигском издательстве «Св. Бенно» опубликовали сборник анекдотов о папе Бенедикте XVI, в сборник вошли также шутки и весёлые рассказы папы Бенедикта XVI.

### Нападение на папу
После рождественской мессы в 2008 году итальянка Сюзанна Майоло, по всей видимости, страдающая психическим заболеванием, пыталась пробиться к папе и укусить его. Работники службы безопасности сумели вовремя предотвратить инцидент. Во время рождественской мессы в 2009 году та же Сюзанна Майоло вновь пыталась пробиться к папе и обнять его; сотрудники безопасности попытались ей помешать, но она зацепила понтифика за казулу и повалила на пол; Бенедикт не пострадал и вскоре продолжил службу, однако кардинал Роже Эчегарай, по сообщениям информагентств, получил перелом бедра. 13 января 2010 года Бенедикт XVI принял Сюзанну Майоло у себя и простил её.

### Отречение от папства
11 февраля 2013 года на консистории Бенедикт XVI объявил о своём решении отречься от престола с 28 февраля в связи с ухудшившимся состоянием здоровья.
28 февраля 2013 года в 20:00 по римскому времени (UTC+1) отречение вступило в силу (это время было выбрано, поскольку в 20 часов обычно заканчивался рабочий день папы). Бенедикт XVI находился в это время в своей резиденции в Кастель-Гандольфо, куда прибыл из Ватикана несколькими часами ранее на вертолёте. Там он проживал, пока не закончились ремонтные работы в ватиканском монастыре Матерь Церкви, который стал его постоянной резиденцией. Бенедикт XVI после отречения не сохранил за собой сан кардинала и не принимал никакого участия в конклаве. Так как его возраст уже превысил 80 лет, он не мог и занимать никакой должности в римской курии.
После оглашения папой намерения отречься от престола в прессе появились сообщения, что, согласно Пророчеству о папах, приписываемому св. Малахии (1094—1148), Бенедикт XVI — предпоследний римский папа.
Конклав начался 12 марта 2013 года. 25 февраля 2013 года папа Бенедикт XVI изменил устав, чтобы ускорить процесс принятия решения относительно своего преемника. Ранее глава пресс-центра Святого Престола Федерико Ломбарди уже сообщал, что церковные правила, регулирующие время и порядок работы подобных собраний, могут быть «нарушены» в виду исторической уникальности ситуации в случае с Бенедиктом XVI.
13 марта 2013 года был избран новый глава Римско-католической церкви — Хорхе Бергольо, взявший себе имя Франциск. 23 марта Бенедикт XVI встретился со своим преемником.

### Папа на покое
Переехал на постоянное место проживания в монастыре Матерь Церкви в Ватиканских садах недалеко от собора Святого Петра, где раньше жили 12 монахинь, 2 мая 2013 года. Пользовался садом площадью более 2000 квадратных метров, который выходит на монастырь и примыкает к нынешнему «Папинскому саду». В нескольких десятках метров — здание Радио Ватикана.
После отставки сохранил своё папское имя, не вернувшись к своему имени при рождении. Продолжил носить белую рясу, но перестал носить красные папские туфли. Вернул своё официальное «Кольцо рыбака», которое обычно уничтожается официальными лицами Ватикана после смерти папы, чтобы предотвратить подделку документов.
Впервые после отставки появился на публике в базилике Святого Петра 22 февраля 2014, чтобы присутствовать на первой папской консистории своего преемника Франциска. Войдя в базилику через незаметный вход, сидел в ряду с несколькими другими кардиналами. В марте 2016 дал интервью, в котором выразил своё мнение о милосердии и поддержал акцент Франциска на милосердии в его пастырской практике. В июне 2017 принял новоназначенных кардиналов в своей часовне и поговорил с каждым из них на их родном языке.
Стал папой-долгожителем 4 сентября 2020 года в возрасте 93 лет и 141 дня, превзойдя возраст папы Льва XIII. В январе 2021 вместе с папой Франциском получил дозы вакцины против COVID-19.

### Состояние здоровья и смерть
28 декабря 2022 года Папа Римский Франциск обратился к паломникам в Ватикане с просьбой помолиться за своего предшественника на Святом престоле, удалившегося от дел Бенедикта XVI, состояние здоровья которого в среду резко ухудшилось.
Бенедикт XVI скончался утром, 31 декабря 2022 года в возрасте 95 лет в своей резиденции в монастыре Матерь Церкви в Ватикане.

### Похороны
Со 2 января 2023 года тело Бенедикта XVI было выставлено в соборе Святого Петра. 4 января гроб с телом был закрыт, внутрь по традиции положили монеты, медали и другие литургические атрибуты. 5 января тело в кипарисовом гробу вынесли на площадь Святого Петра, где состоялась церемония похорон, которую возглавил действующий папа Франциск. После заупокойной мессы гроб с останками понтифика поместили в Ватиканские гроты, где наложили печать Капитула Святого Петра, Папского двора и Отдела Папских богослужений. Затем он был заключен в цинковый гроб, а цинковый — в деревянный саркофаг. Последний был перенесен в склеп, где ранее находилась могила Иоанна Павла II, скончавшегося в 2005 году. После того как Кароль Войтыла был благодаря усилиям папы Бенедикта причислен к лику блаженных в 2011 году, гроб с его телом перенесли в часовню Святого Себастьяна.

### Книги
- «Богословие истории св. Бонавентуры» (1959)
- «Что значит быть христианином» (1965)
- «Введение в христианство» (1968)
- «Вера и будущее» (1970)
- «Принципы христианской морали» (1975)
- «Дщерь Сиона» (1977)
- «Бог Иисуса Христа: размышления о Триедином Боге» (1977)
- «Эсхатология: смерть и вечная жизнь» (1977)
- «Праздник веры» (1981),
- «Принципы католической теологии» (1982)
- «В начале… Католическое понимание истории творения и грехопадения» (1986)
- «Церковь, экуменизм и политика: новые очерки о экклезиологии» (1987)
- «Служители вашей радости» (1988)
- «Взгляд на Христа: упражнения в вере, надежде и любви» (1989)
- «Поворотная точка для Европы?» (1991)
- «Новая песнь Господу: вера во Христа и литургия сегодня» (1995)
- «Соль земли» (1996)
- «Вехи: Воспоминания. 1927—1977» (1997)
- «Много религий, один завет: Израиль, Церковь и мир» (1997)
- «Дух литургии» (2000)
- «Бог и мир» (2000)
- «Истина и толерантность: христианская вера и мировые религии» (2003)
- «Путь креста» (2005)
- «Христианство и кризис культуры» (2005)
- «Иисус из Назарета» (2007). Издание на русском СПб.: Азбука-классика, 2009. — 416 с. — ISBN 978-5-395-00330-0
- «Иисус, апостолы и ранняя Церковь» (2007)
- «Отцы Церкви: от Климента Римского до св. Августина» (2008)
- «Иисус из Назарета: Страстная неделя» (2011)

### Энциклики
В течение своего понтификата Бенедикт XVI издал три энциклики.
| ! Латинское название   | Русское название      | Краткое содержание        | Дата публикации      | Текст энциклики                                                           |
| ---------------------- | --------------------- | ------------------------- | -------------------- | ------------------------------------------------------------------------- |
| 1. Deus Caritas Est    | «Бог Есть Любовь»     | О христианской любви      | 25 декабря 2005 года | «Бог Есть Любовь» Архивная копия от 22 февраля 2013 на Wayback Machine    |
| 2. Spe Salvi           | «Спасённые надеждой»  | О христианской надежде    | 30 ноября 2007 года  | «Спасённые Надеждой» Архивная копия от 16 октября 2012 на Wayback Machine |
| 3. Caritas in Veritate | «Милосердие в Истине» | О христианском милосердии | 29 июня 2009 года    | «Caritas in Veritate» Архивировано 5 октября 2011 года. (англ.)           |

25 января 2006 года была опубликована первая энциклика Бенедикта XVI Deus Caritas Est («Бог Есть любовь»). Первая часть 78-страничного документа посвящена проблеме любви. В ней понтифик рассуждает о различиях между эротической любовью между мужчиной и женщиной и идеализированной бескорыстной любовью. Тема второй части энциклики — роль Церкви, демонстрирующей через милосердие свою любовь к человечеству.
Документ вышел на восьми языках: латинском, немецком, английском, французском, польском, итальянском, испанском и португальском (позже переведён на многие другие языки, включая русский). Он был написан Бенедиктом XVI ещё в 2005 году, однако из-за возникших проблем с переводом послания на некоторые языки опубликован с опозданием.
30 ноября 2007 года папой Бенедиктом XVI была подписана вторая энциклика Spe Salvi («Ибо мы спасены в надежде»). Кроме обращения к теме надежды, столь важной для христиан, понтифик рассматривает феномен атеизма и связывает именно с ним многие проблемы современного общества. В 2009 году вышла в свет третья и заключительная энциклика понтификата Бенедикта XVI Caritas in Veritate («Милосердие в истине»).
Четвёртая энциклика Бенедикта XVI Lumen Fidei («Свет веры») была опубликована за подписью его преемника. Энциклика посвящена четвёртой богословской добродетели — вере.

## Награды
- Кавалер Большого креста ордена «За заслуги перед Итальянской Республикой» (5 декабря 2008 года, Италия)[107]